# Калантар, Карен Левонович
Каре́н Лево́нович Каланта́р (арм. Կարեն Լևոնի Քալանթար; 30 июля 1928, Эривань, Армянская ССР, ныне Ереван, Армения — 14 сентября 2000, там же) — армянский киновед. Кандидат искусствоведения (1972). Сын Левана Калантара. Заслуженный деятель искусств Армянской ССР (1982).

## Биография
В 1951 году окончил Ереванский университет.
C 1951 года работал в редакции газеты «Коммунист». В 1959 году вступил в КПСС. В 1964–1967 годах – заместитель главного редактора газеты «Коммунист», в 1967–1974 годах – собственный корреспондент «Литературной газеты» по Армении.
Некоторое время руководил также отделом литературы на русском и иностранных языках издательства «Айпетрат».
В 1972 году защитил диссертацию на соискание ученой степени кандидата искусствоведения по теме «Кинорежиссерское искусство А. Бек-Назарова».
В 1974–1976 годах работал главным редактором сценарно-редакционной коллегии, а затем директором киностудии «Арменфильм».
С 1976 по 1987 год возглавлял Союз кинематографистов Армении, одновременно был также секретарем правления Союза кинематографистов СССР и членом коллегии Госкино Армянской ССР.
Член Ревизионной Комиссии Коммунистической партии Армении в 1981—1991 годах.
Работал в Институте искусств Академии наук Армении, где был заведующим отделом кино и телевидения, старшим, а затем ведущим научным сотрудником института.
Преподавал в Армянском педагогическом институте имени Х. Абовяна.

## Награды
- 1982 — Заслуженный деятель искусств Армянской ССР

## Сочинения
- Кинорежиссерское искусство А. Бек-Назарова: Автореферат дис. на соискание ученой степени кандидата искусствоведения. (17.822) / Ин-т истории искусств М-ва культуры СССР. — Москва: [б. и.], 1972. — 27 с.
- Амо Бек-Назаров: Искусство кинорежиссера. — Ереван: Айастан, 1973. — 181 с.
- О творчестве киноактёра. // Проблемы кино и телевидения. — Ереван, 1980.
- Актёр в армянском кино. Концепция фильма и актёрский образ. — Ереван, 1982.
- Համո Բեկնազարյան. — Ե․, 1986.  (арм.)
- Верный божеству искусства: о Генрихе Маляне / Карен Калантар. — Ереван: Мива-пресс, 2000. — 73 с.
- Очерк о Параджанове / Карен Калантар; Нац. акад. наук Респ. Армения, Ин-т искусств, Музей Сергея Параджанова. — Ереван: Гитутюн, 1998. — 178, [1] с.
- Очерки истории армянского кино: в 2 т. / Карен Калантар. — Ереван: Наири, 2004—2007. Т. 1. — 2004. — 215 с.
- Очерки истории армянского кино: в 2 т. / Карен Калантар. — Ереван: Наири, 2004—2007. Т. 2. — 2007. — 454 с.